# 板橋区立赤塚第一中学校
板橋区立赤塚第一中学校 (いたばしくりつあかつかだいいちちゅうがっこう) は、東京都板橋区徳丸にある公立中学校である。略称は赤一、赤一中。

## 沿革
- 1947年 開校

## 教育目標
誠実 自主 健康
私たち教師が、真正面から生徒と向き合い、常に「心の育成」を念頭に置いた教育活動を展開することによって、生徒一人一人が、主体的に学習活動に取り組み、社会の変化に対応できる力を身につけることができるよう、次のような生徒の育成を目指す。
- 誠実で思いやりのある心身ともに健康な生徒
- 自主・自立の精神と知性・感性に富んだ生徒
- 自らを律し、共にたくましく生きる生徒

## 部活動

### 運動部
- サッカー
- バドミントン
- バスケットボール
- 女子バレーボール
- ソフトテニス
- 剣道
- 野球
- 陸上競技

### 文化部
- 吹奏楽
- 英語
- 美術
- 茶道
- 家庭科研究
- 栽培
- 将棋